# Démographie de Trinité-et-Tobago
En 2015, la population de Trinité-et-Tobago est estimée selon la CIA à 1 222 363 habitants.
La plupart (94,2 %) des habitants communiquent en anglais trinidadien. La densité de la population est, en 2011, d'environ 263 hab./km2. Le taux de fécondité est estimé à 1,71 enfant par femme.
Le taux de mortalité est proche de 8,1 ‰ tandis que le taux de mortalité infantile à 24,4 ‰ .
L’espérance de vie est d'environ 70 ans.
Le taux d'homicides est en 2008 de 44,3 pour 100 000 habitants.
Le taux d’urbanisation reste faible (50,8 %) par rapport à la moyenne sud-américaine. La quasi-totalité de la population est alphabète (99,7 % des hommes et 99,6 % des femmes).

## Sources
1. ↑  Indicateurs du World Factbook publié par la CIA.
2. ↑  Le taux de variation de la population 2018 correspond à la somme du solde naturel 2018 et du solde migratoire 2018 divisée par la population au 1er janvier 2018.
3. ↑  Indicateurs du World Factbook publié par la CIA.
4. ↑  L'indicateur conjoncturel de fécondité (ICF) pour 2018 est la somme des taux de fécondité par âge observés en 2018. Cet indicateur peut être interprété comme le nombre moyen d'enfants qu'aurait une génération fictive de femmes qui connaîtrait, tout au long de leur vie féconde, les taux de fécondité par âge observés en 2018. Il est exprimé en nombre d’enfants par femme. C’est un indicateur synthétique des taux de fécondité par âge de 2018.
5. ↑  Indicateurs du World Factbook publié par la CIA.
6. ↑   Le taux de natalité 2018 est le rapport du nombre de naissances vivantes en 2018 à la population totale moyenne de 2018.
7. ↑  Indicateurs du World Factbook publié par la CIA.
8. ↑   Le taux de mortalité 2018 est le rapport du nombre de décès, au cours de 2018, à la population moyenne de 2018.
9. ↑  Indicateurs du World Factbook publié par la CIA.
10. ↑  Le taux de mortalité infantile est le rapport entre le nombre d'enfants décédés à moins d'un an et l'ensemble des enfants nés vivants.
11. ↑  L'espérance de vie à la naissance en 2018 est égale à la durée de vie moyenne d'une génération fictive qui connaîtrait tout au long de son existence les conditions de mortalité par âge de 2018. C'est un indicateur synthétique des taux de mortalité par âge de 2018.
12. ↑  L'âge médian est l'âge qui divise la population en deux groupes numériquement égaux, la moitié est plus jeune et l'autre moitié est plus âgée.